# AMPS
AMPS (аббр. от англ. Advanced Mobile Phone Service) — это аналоговый стандарт сотовой связи, относящийся к сетям первого поколения (1G). AMPS получил наибольшее распространение в Северной Америке в 1980-х — 1990-х, преимущественно в США, где и был разработан. Последние сети AMPS были отключены в 2008—2010 годах.
Работой над созданием спецификаций этого стандарта занималась компания AT&T в 1970 году. Спецификации для AMPS выпускал американский национальный институт стандартизации ANSI (American National Standards Institute) под аббревиатурой EIA/TIA/IS-3. Более поздние версии выпускались ассоциацией телекоммуникационной индустрии TIA (Telecommunications Industry Association) под аббревиатурой IS-91.

## Особенности
AMPS относится к стандартам первого поколения сотовой связи и использует технологию FDMA (Frequency division multiple access) — метод частотного разделения каналов. При этом для каждого соединения выделяется индивидуальный частотный канал, шириною 30 кГц. Следовательно, чем выше необходима емкость, тем шире должна быть полоса частот, задействованная системой. Изначально предполагалось, что система AMPS будет работать в диапазоне 800 МГц. Однако со временем, для реализации сетей AMPS в других странах и для расширения возможностей существующих сетей, появились другие возможные частотные диапазоны, например 1900 МГц.
В стандарте AMPS указанная проблема решается методом переиспользования частот, который стал ключевым во всех последующих системах сотовой связи. Принцип данного метода заключается в том, что каждая выделенная для оператора частота может быть использована на многих несмежных сотах. Это становится возможным благодаря тому, что базовые станции AMPS обладают гораздо меньшей излучаемой мощностью. Сигнал на определенной частоте распространяется на меньшей территории, а переотраженные волны быстро затухают и не могут оказать существенное влияние на работу близлежащих сот с аналогичной частотой. Таким образом, оператор может, используя одни и те же частотные каналы в сравнительно небольшом диапазоне частот, для строительства целой сети.
Одним из наиболее заметных изменений в стандарте AMPS, наряду с методом переиспользования частот, является гораздо более низкая излучаемая мощность мобильных устройств (MSU). В первых аналоговых системах сотовой связи, абонентские терминалы представляли собой громоздкие не портативные устройства. Мобильными их можно назвать лишь по тому, что они устанавливались на различных транспортных средствах. В системе AMPS телефон стал действительно мобильным.

## Современное положение
AMPS морально устарел, и в 1990 в США был разработан стандарт D-AMPS. Стандарт был мало распространён в Европе и Азии ,  сейчас он уже не работает.
В России 18 апреля 2008 года прекратила свою работу двустандартная сеть AMPS/CDMA-800 Fora Communications (принадлежала Теле2) в Санкт-Петербурге. Дольше всех продержался новосибирский «Билайн», отключивший оборудование AMPS 31.12.2009 в 00:00.